# Andrew Thomson (Humanitaire)
Pour les articles homonymes, voir Andrew Thomson (homonymie) et Thomson.
Andrew Thomson, Néo-Zélandais, est médecin aux Nations unies et coauteur de Il faut sauver la planète !.
En 1983, il termine premier de sa promotion à l'École de médecine d'Auckland et décide de consacrer sa vie à l'aide humanitaire après avoir rencontré un des rares médecins ayant survécu à la dictature de Pol Pot au Cambodge.
Il fut engagé à New York, au Cambodge et en Haïti avant de participer aux tribunaux internationaux destinés à juger les auteurs des génocides de Bosnie (Tribunal pénal international pour l'ex-Yougoslavie) et du Rwanda (Tribunal pénal international pour le Rwanda). Son travail consistait à exhumer les cadavres des fosses communes afin de réunir des preuves contre les officiels des gouvernements.
Il faut sauver la planète ! est publié en 2004 aux États-Unis et, provoquant un tollé parmi les responsables de l'ONU, le fait renvoyer. Il est cependant réintégré dans l'organisation avec l'aide du Government Accountability Project.
En 2006, Andrew Thomson a été distingué du Distinguished Alumni Award de l'université d'Auckland.
Aujourd'hui, Thomson a le grade de Senior Medical officer aux Nations unies et vit au Cambodge avec sa femme et sa fille.